# Ackerknecht (Familienname)
Um 1500, zur namengebenden Zeit, war der Familienname Ackerknecht in einigen Regionen ein allgemein üblicher Name. Ähnliches gilt auch für andere Namen in Verbindung mit -knecht (Knappe/Geselle), wie Bauknecht, Burgknecht, Frauenknecht, Frischknecht, Gutknecht, Rinderknecht, Wagenknecht oder Schildknecht. Auffällig ist heute deren meist regional sehr unterschiedliche Verteilung in Deutschland, Österreich, Polen oder in der Schweiz.

## Herkunft und Bedeutung
Ursprünglich steht der Name Ackerknecht als einer der Berufsnamen im Zusammenhang mit der allgemein weit verbreiteten landwirtschaftlichen, bäuerlichen Tätigkeit, das heißt der Berufsgattung des Bauern mit den entsprechenden, regional unterschiedlichen Namensgebungen wie: Acker, Ackergang, Ackerknecht, Ackerman(n) (Achermann), Ackerl, Aeckerle, Aeckerlin, Agricola, Bau(e)r, Bäuerle, Baumann, Bauknecht und viele weitere. Zu beachten ist zudem, dass es keine festgelegten Schreibweisen gab. Insbesondere hängt die Namengebung mit der Funktion der einzelnen Beteiligten zusammen, wobei ein großer gesellschaftlicher Wandel zu verzeichnen ist seit dem frühen Mittelalter durch die Struktur der Bewirtschaftung sowie des Bodenbesitzes. Zur Zeit der Entstehung dieser Familiennamen war üblicherweise der zu bearbeitende Grundbesitz in den Händen von Kirche oder Adel beziehungsweise dessen Lehensleuten und erst später wurde individueller Grundbesitz möglich oder üblich.
Hans Bahlow erwähnt unter Ackerknecht: der pflugführende, ackernde Knecht; unter Ackermann: alte Bezeichnung des ackernden Bauern (vgl. Ackerknecht) im Dienste eines Grundherren. Zudem wird aufgeführt unter Bau(e)r (Ackerbauer) (zahlr. in Bayern): mhd. (bûwen=Ackerbau treiben). Unter Baumann (obd.): bûmann „Bauer“ ist auch der Name Bauknecht (Württ-) mhd. bûknecht =„Ackerknecht“ (Württ.) zu finden. Die Sippenforschung von Josef Karlmann Brechenmacher belegt das Bekanntsein des Familiennamens Ackerknecht im 13. Jahrhundert, der oftmals gleichgesetzt wird mit Bauernknecht (Bauknecht oder Bauer). Demgemäß kommt 1246 in einer Urkunde des Papstes Innozenz IV. ein Hainricus de Ginnigen (Gönnigen, Kreis Tübingen), alias Aygerkneht (Aggerknecht) vor. Später im Jahr 1320 wird eine Person Akkerkneht in Möhringen, Kreis Riedlingen genannt. Erst im Jahre 1351 erscheint der Nachname wie heutzutage in der Person des Bürgers Heinrich Ackerknecht mit Wohnsitz in Billingsbach, Kreis Gerabronn. Ihm folgen Hans Ackerknecht (1384), Johann der Ackerknecht (um 1400; Rufach, Elsass), Johann Ackerknecht (1477; Mittweida, Sachsen), Martin Ackerknecht (1494; Dettingen, Kreis Urach), Cord Ackerknecht (1542; Vlotho, Westfalen; jedoch 1550 nennt er sich Cord Ackermann), Johann Friedrich Ackerknecht (1766; Kaufmann in Metzingen, Württemberg) und Johann Gottfried Ackerknecht (1782, Kaufmann in Metzingen).

## Vorkommen
Wenig bekannt ist über die Verbreitung des Nachnamens Ackerknecht in anderen, insbesondere europäischen Ländern. Jedoch besteht in der neuen Welt eine Verbindung zu Abkömmlingen von Vorfahren unter anderem aus Herrenberg (Württemberg), die ab circa 1850 vermehrt nach Nordamerika (USA und Kanada) ausgewandert sind. In Chile beginnen die Ackerknecht ihre Anwesenheit mit der Einwanderung (1886) der beiden Deutschen Bürger (Gotthilf) Christian (Bierbrauer) und Hermann (Otto) Ackerknecht (Mechaniker), beide aus Herrenberg (Württemberg). Bemerkenswert ist, dass auf den deutschen Auswandererlisten, insbesondere auf jenen des 19. Jahrhunderts, neben den üblichen Familiennamen unter Berufsangabe noch öfters, je nach Herkunftsregion, die Bezeichnung Ackerknecht oder Ackermann zu finden ist, und nicht etwa Landwirt oder Bauer. Dies kann bei der Suche, besonders im Internet, nach dem Familiennamen Ackerknecht verwirrend sein.

## Häufigkeit
Auffällig ist einerseits, dass heute der Familienname Ackerknecht in Deutschland und auch in alten Auswanderungsgebieten ausgesprochen selten vorkommt oder dort kaum erhalten geblieben ist. (In den USA sind es um 1990 vielleicht 150 Personen.) Nur rund 500 Personen dieses Namens sind heute noch in der BRD (rund 10 in der Schweiz) zu finden. Andererseits ist jedoch die sehr weite Verbreitung des verwandten Namens Ackermann (rund 11.000 in der BRD, rund 2000 in der Schweiz) festzustellen. Ähnliche Zahlenverhältnisse sind heute zwischen den gleichartigen Familiennamen Bauknecht (BRD: rund 1400, CH: rund 30) und dem weit verbreiteten Baumann (BRD: rund 40.000; in CH: rund 10.000) zu beobachten. Die beruflichen Bedeutung eines Namens gemäß heutigem Verständnis der beruflichen Hierarchie und Arbeitsteilung müsste gegenwärtig das Verhältnis der Anzahl eher umgekehrt oder höchstens gleich sein. Es scheint, dass besonders der Name Ackerknecht vor allem in der Eifel beziehungsweise am Mittelrhein, in der Pfalz und in Württemberg oder in frühen Auswanderungsgebieten überlebt hat. Ebenso kann festgestellt werden, dass der Name Ackerknecht (auch Akkerknecht, Aggerknecht und weitere) um 1250, zeitlich vor dem Namen Ackermann auftauchte.

## Veränderungen
Die Vermutung liegt nahe, dass seinerzeit durch die sprachliche Abwertung im Deutschen des Begriffes Knecht (Knappe/Geselle) viele in ihrem Namen den -knecht in einen -mann ausgewechselt haben dürften. Dies mag im Zuge der allgemeinen Einführung von Familiennamen um 1500 erfolgt sein. (Im Englischen ist die Bedeutung von Knight als Ritter erhalten geblieben, im Deutschen im Wort Landsknecht (Söldner, die Ritterheere ablösten) noch enthalten.) Um 1250 existierte in Basel sogar ein Hugo Ackerritter, wahrscheinlich niederen Adels. Der Wandel der Namensgebung vom Ackerknecht zum Ackermann lässt sich belegen, insbesondere durch den Namenswechsel eines Vorfahren, nämlich des Cord Ackerknecht (1542, Vlotho, Westfalen) zu Cord Ackermann im Jahre 1550. Oftmals haben aber auch ausgewanderte Ackerknecht ihren Namen beispielsweise auf Acker oder durch Weglassen des zweiten K auf Ackernecht verkürzt, weil in fremdsprachigen Gebieten der Umgang mit dem Namen bezüglich Aussprache und Schreibweise mühsam war.

## Namensträger
- Eberhard Ackerknecht (1883–1968), deutsch-schweizerischer Veterinäranatom
- Erwin Ackerknecht (1880–1960), deutscher Literaturhistoriker und Bibliothekar
- Erwin Heinz Ackerknecht (Erwin Ackerknecht, 1906–1988), deutschamerikanischer Medizinhistoriker und sozialistischer Politiker
- Julius Ackerknecht (1856–1932), deutscher Romanist, Hochschullehrer und Autor
- Lucy Ackerknecht (1913–1997), deutsche individualpsychologische Psychotherapeutin und Autorin